# 舞蹈教育

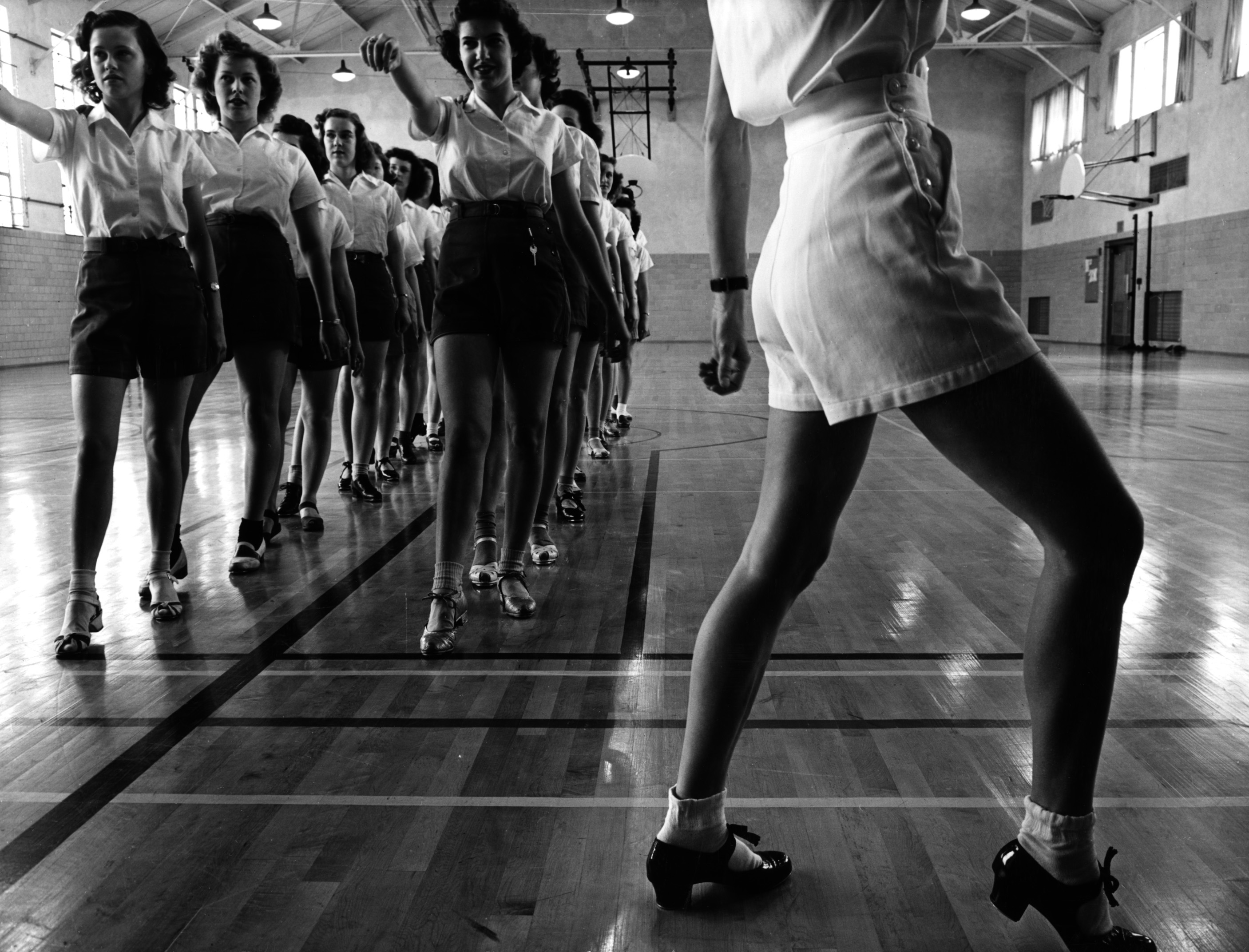
1942年的一場踢踏舞课

舞蹈教育是指人們向他人傳授舞蹈知識。学生通過舞蹈教育可以深入了解舞蹈並訓練舞蹈動作。舞蹈教育还包括一个研究领域，在该领域中，学者们可以对舞蹈教学和学习方式进行原创性研究。目前舞蹈本身被认为是艺术和音乐的結合體，因此舞蹈教育与这些学科密切相关。

## 中國大陸
2021年6月12日，由上海戏剧学院舞蹈学院院长陈家年編寫的《古典芭蕾剧目教程》發佈。